# Lifford
Lifford este orașul de reședință al Comitatului Donegal din Irlanda.
Lifford se află în zona Văii Finn din East Donegal, unde râul Finn se întâlnește cu râul Morne pentru a crea râul Foyle. Burn Dale (scris și Burn Deele), care curge prin Ballindrait, se varsă în râul Foyle la periferia nordică a Lifford.

## Oameni de seama
- Alexander Allison (1799–1862) – Primarul Nashville, Tennessee, între 1847 - 1849.[5]
- Peter Benson (c.1570-1642), constructor și architect, responsabil pentru construirea Walls of Derry, a fost un mare deținător de pământuri în Lifford
- Sharon Foley (n. 1972) – Atletă, Deținător senior al recordului național irlandez pentru Heptatlon.
- George Gardiner, V.C. (1821–1891) – Născut lângă Warrenpoint, și-a câștigat V.C. la Sebastopol în timpul Războiului Crimeii la 22 martie 1855. A murit în 1891 în Lifford la vârsta de 70 de ani și este înmormântat. în curtea bisericii Clonleigh.
- Shay Given (n. 1976) – Asociația de fotbal portar. Given a fost deținătorul recordului Ireland cu 134 Caps (apariții) până când a fost depășit de Robbie Keane.
- Mickey Joe Harte (n. 1973) – Cântăreț compozitor. A reprezentat Republica Irlanda la Eurovision Song Contest de la Riga, Letonia, la 2003 cu piesa „[ [Avem lumea]]”.
- Paddy Harte (1931–2018) – Fost Fine Gael TD pentru Donegal North-East și fostul  Guvernul irlandez ministru.
- William Hilton (m. 1651) –  Membru în Parlament și judecător de la Înalta Curte
- Senator Patrick McGowan (1926–1999) – Politician. A fost membru al Seanad Éireann din 1965 până în 1981 și din 1987 până la moartea sa în 1999.
- Alexander Montgomery (1720–1800) – Politician. L-a reprezentat pe Lifford în Parlamentul Irlandez din 1768 până în 1800. A fost, de asemenea, Înalt Șeriful din Donegal în 1773.
- Aodh Ruadh Ó Domhnaill (Red Hugh O'Donnell) (1572–1602) - An Ó Domhnaill (The O'Donnell) și Rí (regele) lui Tír Chonaill
- George Otto Simms (1910–1991) – istoric care a servit și ca Biserica Irlandei Primat al întregii Irlande și Arhiepiscop de Armagh.
- Matthew Sweeney (1952–2018) – Poet, născut în Lifford, dar crescut în Clonmany.[6]